# Détection militaire des activités anti-patrie
La Détection militaire des activités anti-patrie est le renseignement militaire des Forces armées de la République démocratique du Congo. En 2003, elle devient l'état-major des renseignements militaires.

## Description
Elle est officiellement sous l'autorité du chef d'état-major adjoint chargé des opérations et du renseignement des Forces armées de la République démocratique du Congo (FARDC). Elle était divisée en deux départements :
- DEMIAP / Extérieur : renseignement extérieur
- DEMIAP / Intérieur : renseignement intérieur

La DEMIAP a succédé au service d'actions et de renseignements militaires (SARM) qui fut créé en 1986.
Le renseignement militaire congolais est connu depuis 2003 comme l'état-major du renseignement militaire, il est dirigé par un sous-chef d’état-major qui rapporte au chef d'état-major adjoint chargé des opérations et du renseignement.

## Liste des dirigeants du renseignement militaire
- Général Sikatenda Shabani (1997-1998)
- Colonel Damas Kabulo Mydia Vita (1998-2001)
- Général Dieudonné Kayembe Mbandakulu (2002-2003)
- Général Didier Etumba Longila (2003-2007)
- Général Kitenge Tundwa (2007-2013)
- Général Jean Claude Yav Kabej (2013-2014)
- Général Tage Tage (2014-2015)
- Général Delphin Kahimbi (2015-2020)
- Général Michel Mandiangu Mbala (2020-2022)
- Général Christian Ndaywel (2022-2024)
- Général Jean Roger Makombo (depuis décembre 2024)[2]